# ألما ويلسون
ألما ويلسون (بالإنجليزية: Alma Wilson)‏ هي قاضية أمريكية، ولدت في 25 مايو 1917 في بولس فالي في الولايات المتحدة، وتوفيت في 27 يوليو 1999 في أوكلاهوما سيتي في الولايات المتحدة.